# 도러시 콜린스

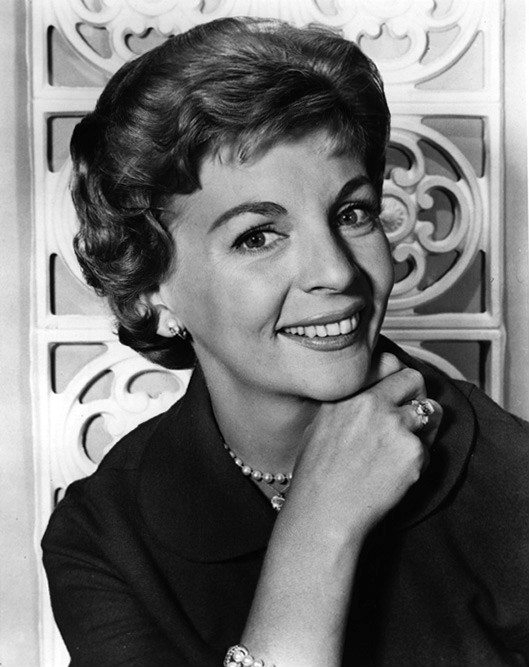

도러시 콜린스(Dorothy Collins, 1926년 ~ 1994년)는 미국의 가수이다. 캐나다의 윈저에서 태어났다. 15세 때부터 시카고에 이주하여 노래를 공부하였다. 선천적인 재능과 미모로 인기가 대단했으며, 1950년에 CBS 《유머 히트 퍼레이드》의 정식 가수로 활약하였다. 1953년에는 역시 같은 프로그램의 음악 지휘자 레이먼드 스콧과 결혼하였다. 〈밴조 보이〉, 〈달그림자의 나폴리〉, 〈바찰레〉 등의 인기곡이 있다.